# Benito Pabón y Suárez de Urbina
Benito Pabón y Suárez de Urbina (Sevilla, 1895-Panamá, 1958) fue un abogado y político español, vinculado al anarcosindicalismo y diputado a Cortes durante la Segunda República.

## Biografía
De nombre completo Benito Pabón y Suárez de Urbina, nació en la ciudad andaluza de Sevilla en 1895 en una familia hidalga. Su padre, Benito Pabón y Galindo, era integrista, y su madre, Teresa Suárez de Urbina y Cañaveral, carlista. Su tío José Ignacio Suárez de Urbina había sido un destacado publicista católico y jefe tradicionalista en la provincia de Córdoba. En su juventud, Benito militó también en la causa carlista y formó parte de la Juventud Jaimista de Villanueva del Río.
Durante la Segunda República llevó la defensa de diversos casos relacionados con insurrecciones anarquistas, entre ellos el de los sucesos de Casas Viejas de 1933. Obtuvo acta de diputado a Cortes en las elecciones de 1936 como independiente. Tras el estallido de la guerra civil, fue nombrado secretario general del Consejo Regional de Defensa de Aragón. Más adelante ejerció como abogado defensor en el proceso contra miembros del POUM, en 1937. Tras esto partiría al exilio, Manila, México y, finalmente, Panamá, donde falleció en 1958.
Fue hermano del historiador Jesús Pabón, también diputado en las Cortes de 1936, pero en su caso con la CEDA, y de José Manuel Pabón, helenista y latinista.